# Долматов, Игорь Юрьевич
Игорь Юрьевич Долматов (род. 24 ноября 1959, Бузулук, Оренбургская область) — российский учёный-биолог, член-корреспондент РАН (2022).

## Биография
Родился 24 ноября 1959 года в Бузулуке Оренбургской области.
В 1983 году — окончил биолого-почвенный факультет Ленинградского государственного университета имени А. А. Жданова.
С 1989 года — руководит лабораторией сравнительной цитологии Национального научного центра морской биологии имени А. В. Жирмунского, заместитель директора по научной работе.
В 1996 году — защитил докторскую диссертацию, тема: «Клеточные механизмы регенерации у голотурий и их становление в онто- и филогенезе»
В 2022 году — избран членом-корреспондентом РАН от Отделения биологических наук.